# Earl McNabb Hand
Earl McNabb »Handie« Hand, kanadski letalski častnik, vojaški pilot in letalski as, * 10. marec 1897, Sault St. Marie, Ontario, † 19. marec 1954, Toronto, Ontario.
Stotnik Hand je v svoji vojaški službi dosegel 5 zračnih zmag.

## Življenjepis
Bil je pripadnik 45. eskadrona Kraljevega letalskega korpusa. 1. junija 1918 ga je sestrelil Frank Linke-Crawford, nakar je postal vojni ujetnik.
Letel je z Sopwith Camel.

## Odlikovanja
- Distinguished Flying Cross (DFC)
- Croix de Guerre (Francija)